# Termologia
Termologia (do grego Θερμολογία, onde Θερμο= calor, λογία= estudo) ou Termo física é a parte da Física que estuda o calor. Dentro da termologia, tem-se a termodinâmica, que é uma importante ramificação que estuda as principais relações entre calor, trabalho e temperatura. Os fenômenos são interpretados a partir de modelos da estrutura da matéria, sob dois pontos de vista distintos, porém complementares: o macroscópico (temperatura, energia interna e pressão) e o microscópico (velocidade e energia cinética de átomos e moléculas).

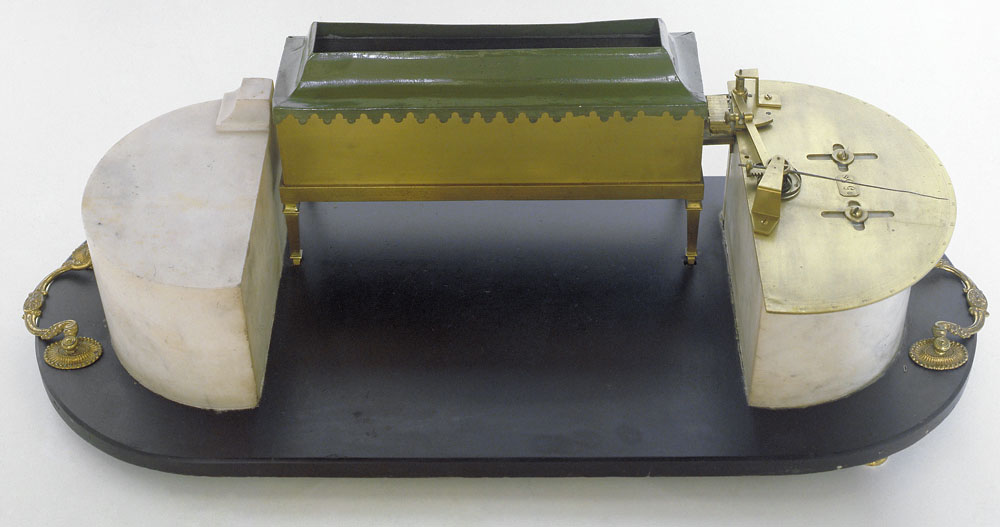
Dilatômetro.

## História
A Era do Paleolítico, há entre um e dois milhões de anos, foi testemunha da utilização inédita do fogo pelo homem, que foi a primeira fonte de energia natural utilizada pelo homem de forma intencional. Quando um raio caia, e acidentalmente causava algum incêndio, o homem pré-histórico ainda não tinha total controle sobre o mesmo. Se o fogo obtido a partir desse incêndio se apagasse, era necessário aguardar por outro episódio para que se pudesse obter fogo novamente.
Há entre 1,8 milhões e 300 mil anos, o Homo Erectus, um ser com o raciocínio mais evoluído, obteve sua supremacia em relação as outras espécies humanas, quando descobriu que se fizesse fricção entre duas pedras, esfregando uma na outra, ele conseguiria obter uma faísca, que quando colocada em algum lugar de fácil combustão, pegaria fogo.
O domínio do fogo represente o primeiro grande avanço tecnológico da história da humanidade. A compreensão dos fenômenos térmicos tornou-se primordial para a raça humana. O desenvolvimento e o conhecimento mais aprofundados de técnicas de obtenção de fontes de calor e suas características permitiram a espécie humana maiores possibilidades para uma vida mais longa, confortável e segura.

## Lei Zero da Termodinâmica
Lei Zero é, essencialmente, uma definição graduada de temperatura. Embora seja de uso corrente a noção de quente ou frio, pelo contato com a pele, ela pode levar a avaliações erradas de temperatura. É bem conhecido o exemplo de que a mesma água pode parecer mais fria ou mais quente ao contato da mão, quando, anteriormente, a mão foi mergulhada em água gelada ou água quente, respectivamente.
De qualquer forma, é da observação cotidiana de que corpos quentes e frios, postos em contato, produzem, no fim de algum tempo, a mesma sensação, que se chega ao conceito de temperatura. Está claro que, dependendo da superfície do corpo (metálica, porosa, etc.), essa sensação pode ser falha.
Levando-se em conta as observações anteriores, a Lei Zero assim postula: se A e B são dois corpos em equilíbrio térmico com um terceiro corpo C, então A e B estão em equilíbrio térmico um com o outro, mas, formalmente, existe uma grandeza escalar, a temperatura, que é uma propriedade de todos os sistemas em equilíbrio termodinâmico; essa grandeza é tal que a condição necessária e suficiente para que haja equilíbrio térmico entre vários sistemas é que a temperatura desses sistemas seja a mesma.
É de grande importância experimental, pois permite construir instrumentos que meçam a temperatura de um sistema, mas não o é tanto para a própria estrutura da teoria termodinâmica.

## Escalas termométricas
Existem muitas grandezas físicas mensuráveis, que variam quando a temperatura do corpo é alterada; em princípio, essas grandezas podem ser utilizadas como indicadoras de temperatura dos corpos. Entre elas, podem-se citar: o volume de um líquido, a resistência elétrica de um fio, e o volume de um gás mantido a pressão constante.
Escolhendo-se, arbitrariamente, grandezas que possam servir para aferir temperatura, conhecidas como grandezas termométricas, pode-se construir uma infinidade de termômetros, com escalas arbitrárias e muitas vezes incomuns. A fim de evitar esse inconveniente, pode-se estabelecer certas regras para tais grandezas ou propriedades das substâncias, regras essas que devem ser adotadas internacionalmente.
Usando regras definidas, obtêm-se as escalas termométricas, como a Celsius e a Fahrenheit, ou escalas absolutas como a Kelvin. Na teoria cinética, quando dois gases estão à mesma temperatura, a energia média dos átomos e moléculas é a mesma, e essa propriedade pode ser utilizada como definição de temperatura. A escala microscópica que coincide com as escalas absolutas usuais é aquela em que a temperatura é escolhida proporcionalmente à energia cinética média, sendo 2/3k (onde k é a constante de Boltzmann, unidades do SI) a constante de proporcionalidade.
As escalas internacionais de temperatura utilizam o ponto triplo da água (ponto de equilíbrio entre as fases sólida, líquida e gasoso), por acordo internacional, foi atribuído ao ponto triplo da água o valor de 273,16 K como temperatura padrão para a calibração dos termômetros.

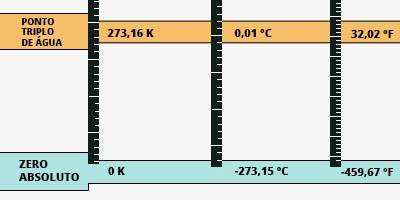
Comparação de escalas.

Não é utilizado o símbolo de grau para expressar temperaturas na escala Kelvin, escreve-se 300 K, e não 300 º K, assim como se lê “ 300 kelvins”, e “não 300 graus kelvin”.